# 变色锦鸡儿
变色锦鸡儿（学名：Caragana versicolor）为豆科锦鸡儿属下的一个种。其种加词“versicolor”意为“变色的”。